# Полосы Бакаба

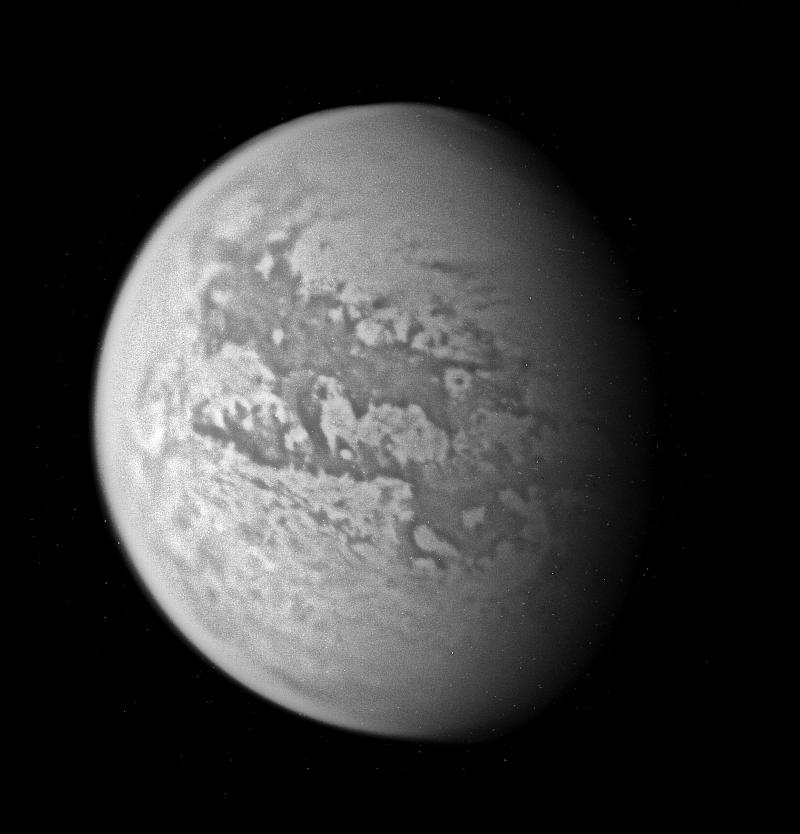
Инфракрасное изображение Титана

Полосы Бакаба (англ. Bacab Virgae) — яркие полосы, находящиеся на поверхности самого крупного спутника Сатурна — Титана, по координатам 19° ю. ш. 151° з. д. / 19° ю. ш. 151° з. д.. Находятся в юго-восточной части местности Шангри-ла. Под термином полосы понимаются яркие полосы на поверхности тела.
Максимальный размер структур составляет 485 км. Полосы Бакаба были обнаружены на радиолокационных снимках космического аппарата Кассини (во время стандартного пролёта около Титана). Название получило официальное утверждение в 2006 году.
Названы в честь Бакаба, бога дождя у майя.